# Staroegyptské písemnictví

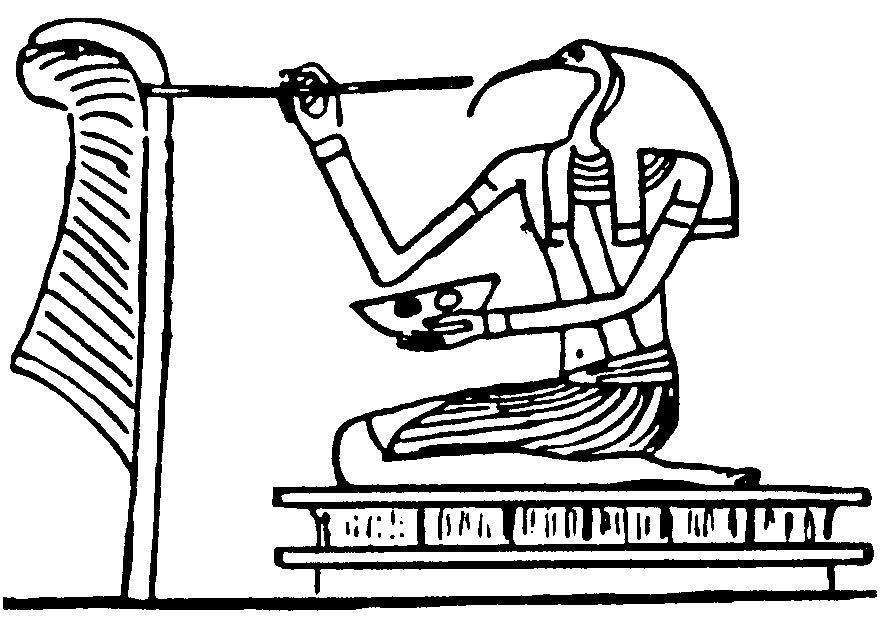
Bůh Thovt – patron písařů.

Staroegyptské písemnictví je písemnictví starověkého Egypta z období let 2800 př. n. l. až 300 n. l. Pro zápis se používalo nejdříve hieroglyfického písma, z něhož později vzniklo na papyry používané písmo hieratické a démotické.
Jazykem používaným pro zápis byla archaická egyptština (používaná před rokem 2600 př. n. l.), stará egyptština (2600 př. n. l. – 2000 př. n. l.), střední (klasická) egyptština (2000 př. n. l. – 1300 př. n. l.), nová egyptština (1300 př. n. l. – 700 př. n. l.), démotština (7. století př. n. l. – 5. století n. l.) a koptština (4. století n. l. – 17. století n. l.). Za doby Ptolemaiovců a později v Římské době byly některé texty psány i v řečtině.
Naše znalosti o této literatuře se zakládají převážně na archeologických nálezech, protože se zánikem starověkého Egypta skončil zájem o tuto literaturu, a proto se příliš nedochovala v řeckých a latinských přepisech.
Literatura se převážně zachovala na papyrech, ale texty byly také tesány do kamene, psány na dřevo a malovány na stěny hrobek.
Texty mají náboženský obsah, autobiografický, byla psána naučení pro následníky trůnu, sepsány byly činy některých faraonů. Také byly nalezeny texty obsahující povídky a bajky, matematické a lékařské texty a poezie.

## Materiály používané k zápisu

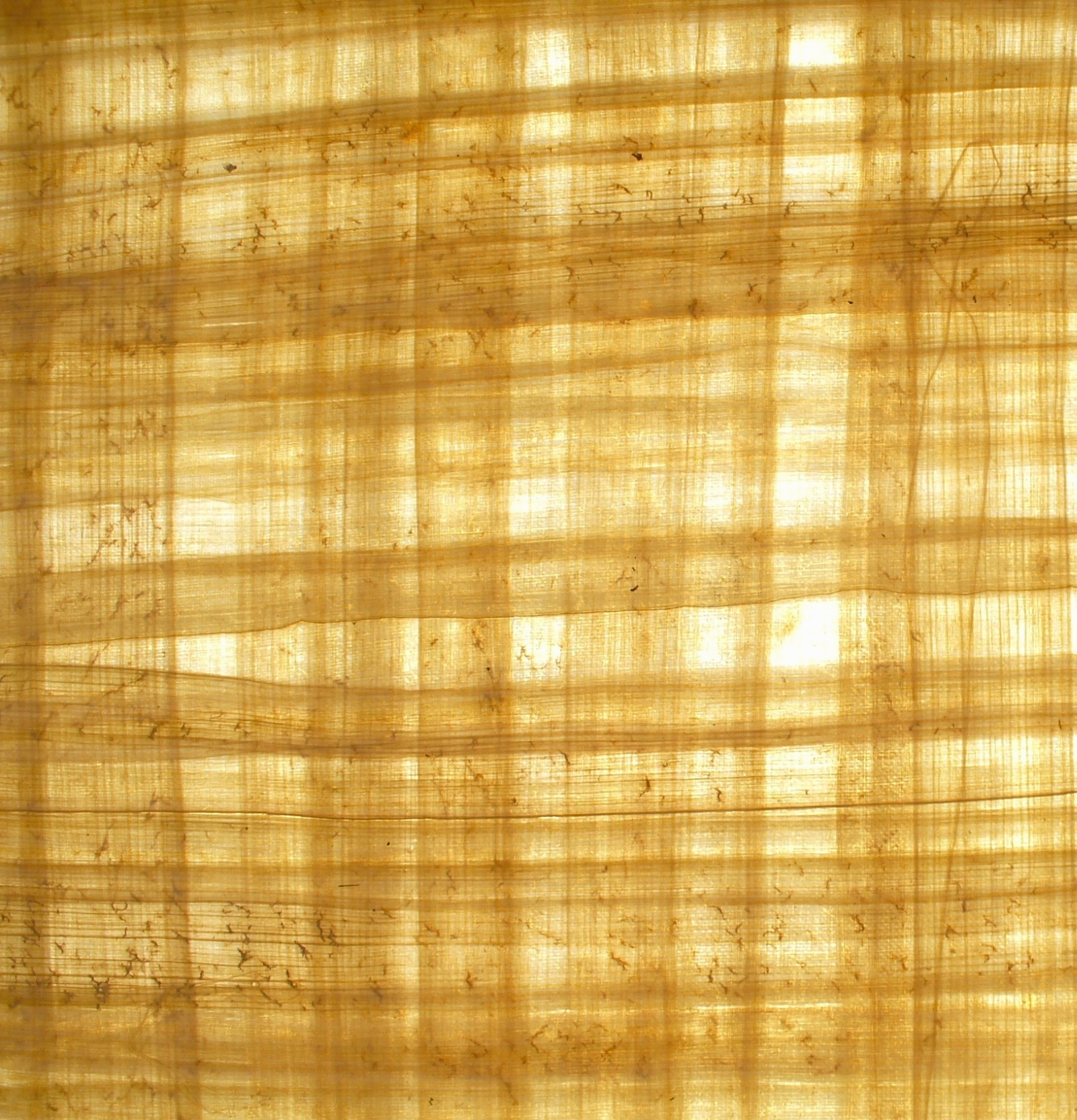
Čistý list papyru

Nejčastěji se psalo na listy vyrobené ze stvolu rostliny šáchoru papírodárného. Vyrobené listy papyru se mohly slepit vedle sebe a vznikl papyrový svitek, který se skladoval svinutý, protože by přeložením po čase popraskal. Tento svitek mohl být dlouhý až 40 metrů.
Psalo se štětečkem vyrobeným rozkousáním konce stvolu sítiny Juncus maritimus. Používal se většinou černý inkoust ze sazí a příměsi pojidla. Nadpisy a některá slova se psala červeným inkoustem z okrového prášku, vody a pojidla. Chybně napsaný text se mazal navlhčeným hadříkem.
Pisátka se nejdříve uchovávala v sáčcích a dřevěná destička s prohlubeninami pro inkoust byla odděleně. Později se začaly vyrábět krabičky ze dřeva nebo slonoviny s posouvacím víčkem, které sloužily jako kalamář a současně pro úschovu pisátek.
Další potřebou písaře byl jemně hlazený kámen, sloužící pro roztírání okru a pro uhlazení místa, kde byl smyt chybný text.
Pro psaní se používaly také svitky vyrobené ze zvířecí kůže. Pro méně důležité zápisy, vzkazy pro chudé obyvatele a výuku psaní byly používány střepy nádob a úlomky vápence – tzv. ostraka. Starší žáci písařských škol používali pro svůj nácvik dřevěné desky potažené štukem, ze kterého se daly texty dobře smývat.

## Interpretace staroegyptských textů
Pro zpracování staroegyptských děl je potřeba je nejprve převést z hieratického nebo démotického písma do hieroglyfického. Následný kvalitní překlad vyžaduje dlouholetou práci při rozboru jiných textů, zkoumání života starých Egypťanů a při vytváření slovníku, protože máme dosud značné mezery ve znalosti staroegyptských slov.
Ke zkreslení výkladu některých textů může také dojít vlivem toho, že se zachovala pouze jejich část (nejčastěji jsou poškozeny okraje papyru), nebo novější opis, ve kterém opisovatel původní formulace upravil do formulací používaných ve své době.

## Počátky staroegyptského písemnictví
Počátky písemnictví lze vysledovat do roku 3200 př. n. l. V hrobce U-j, nacházející se v Abydu a pocházející z této doby bylo nalezeno 150 malých destiček, na kterých jsou vyryty znaky považované za předchůdce hieroglyfů. Dalšími nálezy pocházejícími z období kolem roku 3000 př. n. l. jsou předměty nalezené v hlavním depozitu chrámu boha Hora v Hierakonpolis. V tomto depozitu byla nalezena Narmerova paleta, Narmerova palice a palice krále Štíra. Narmerova paleta je některými egyptology považována za "první historický dokument na světě".
Z doby prvních tří dynastií se dochovaly kratší nápisy na Sinaji, ve Východní poušti a Nubii se jmény panovníků a jejich tituly. Během 3. dynastie se začínají zaznamenávat krátké nápisy i na stěny hrobek hodnostářů a faraonů. Tyto záznamy vrcholí během 5. a 6. dynastie, kdy se poprvé objevují tzv. Texty pyramid, což jsou náboženské texty, které doprovázely mrtvého na onen svět. Ale nejenom těmi byly hrobky zdobeny. Například Ptahšepsesova mastaba v Abúsíru z období 5. dynastie obsahuje po stěnách množství písní a rozhovorů znázorněných postav.

## Seznam památek staroegyptského písemnictví
Papyry jsou většinou nazvány podle svých objevitelů nebo podle muzeí, ve kterých se nacházejí.

### Historické texty
- Anály válečných výprav Thutmóse III.
- Démotická kronika
- Korunovační rituál Senvosreta I.
- Ichernofretova stéla
- Weniův životopis

### Egyptská naučení
Knihy moudrých rad do života
- Hardžedefovo naučení
- Ptahhotepovo naučení
- Naučení pro Kagemniho
- Naučení pro krále Merikarea
- Naučení Amenemheta I.
- Loajalistické naučení
- Naučení muže synovi
- Aniho naučení
- Amennachtovo naučení
- Amenemopovo naučení
- Naučení krále Achtoje svému synu Merikaréovi
- Naučení, které napsal královský písař, správce dobytka patřícího bohu Amónovi, Nebmaatrénacht pro svého pomocníka Wentaiamóna
- Naučení Dówefova syna Achtoje pro jeho syna Pjopeje
- Napomenutí egyptského mudrce

### Lékařské texty

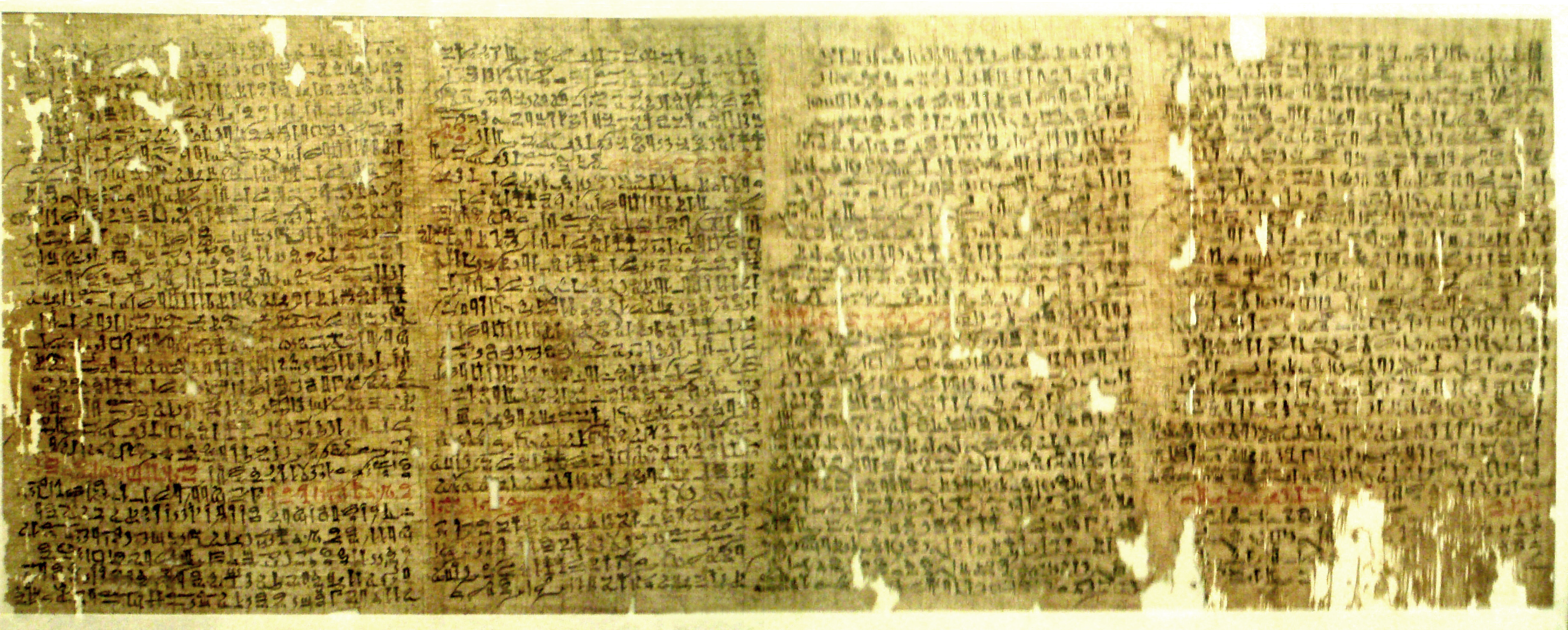
Papyrus nazývaný běžně "Westcar Papyrus", který obsahuje tři příběhy o králi Khufu. Psán je hieratickým písmem. Nachází se v muzeu v Berlíně. Katalogové číslo: P 3033.

- Papyrus Ebers

### Povídky, pohádky, bajky
- Povídka o bojích o pancíř krále Jenharrova
- Povídka o dobytí Joppy
- Povídka o princi, kterému byl předurčen osud
- Povídka o Sinuhetovi
- Povídka o sporu králů Sekenjenréa a Apópiho
- Povídka o venkovanovi
- Povídka o Wenamónově cestě do Foinikie
- Pravda a lež
- Příběh bojů Hóra se Sutechem
- Příběh o zázračném vyléčení princezny Bentreše, Příběh pastýře a bohyně
- Novela o Merenptahově vítězství nad Libyjci
- Pohádka o duchu, který se dožadoval obnovy své hrobky
- Pohádka o dvou bratřích
- Pohádka o setómu Chamwésovi, o Neneferkaptahovi, jeho manželce Ahúře a jejím synu Merjebovi
- Pohádka o Siusírovi, synu setóma Chamwése
- Pohádka o trosečníku na tajuplném ostrově
- Pohádky o čarodějnicích
- Pohádky z papyru paní Westcarové
- Bajka o dvou šakalech
- Bajka o lvu
- Bajka o supici a kočce
- Bajka o vševidoucí supici a všeslyšící supici

### Básnictví
- Báseň Pentwórova
- Hymnus Achnatonův
- Hymnus na Amenréa
- Hymnus na Nil
- Hymnus na posvátné královské koruny
- Hymnus na vítězství Thutmóse III.
- Hymnus na Wenise
- Hymny na krále Senwosreta III.
- Dialog zoufalce se svým duchem
- Píseň Harfeníkova
- Potěšující písně tvé milé, když se vrací z lučiny
- Sladké písně písaře královského pohřebiště Nachtsobka
- Sbírka řečí, kytice výroků, hledání výrazů..., které napsal Chócheperrésoneb

### Náboženské texty

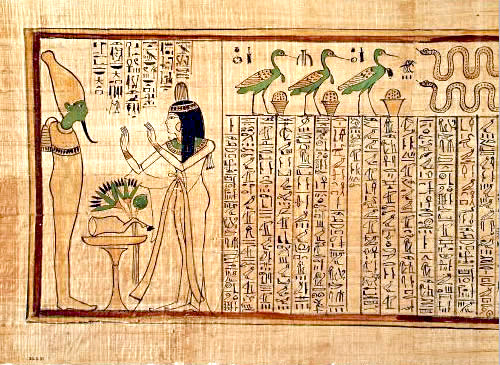
Část "Knihy mrtvých" pocházející z období 1040–945 př. n. l.(21. dynastie). Dnes se nachází v Metropolitním muzeu v New Yorku.

Hlavní článek: Egyptské pohřební texty
Hlavní článek: Egyptské podsvětní knihy
- Kniha mrtvých
- Texty pyramid
- Texty rakví
- Kniha bran
- Kniha dvou cest
- Kniha podzemních jeskyní
- Kniha o tom, co je na onom světě (Kniha Amduat)
- Aniho papyrus
- Mýtus o stvoření světa (v originále "Znalost evolucí boha Ra a svržení Apopa")
- Mýtus o oku slunečního boha Réa
- Šabakova deska

### Proroctví
- Epuverovo líčení zkázy Staré říše (Leydenský papyrus č. 344)
- Nefertiho proroctví
- Beránkovo proroctví
- Nektanebův sen

### Matematické texty
- Rhindův papyrus
- Moskevský matematický papyrus

### Seznamy panovníků
- Sakkárský královský seznam
- Abydoský královský seznam
- Karnacký královský seznam
- Palermská deska
- Turínský královský papyrus

### Divadelní hry
- Boj Thowta s Apópim
- Éset a sedm štírů
- Hórus uštknutý štírem
- Narození a zbožnění Horovo
- Návrat Sutechův
- Porážka Réova úhlavního nepřítele Apópa
- Strasti Horova posla
- Vítězství Hóra nad Sutechem
- Nářek Ésety a Nebthety nad Usírem

### Životopisy
- Životopis Vedžahorresneta